# Демихово (Орехово-Зуевский район)
Де́михово — деревня в Московской области России, входит в Орехово-Зуевский городской округ. Население — 6760 человек (2021).

## История
До Октябрьской революции относилась к Зуевской волости Богородского уезда Московской губернии, а затем к Фёдоровской волости Орехово-Зуевского уезда. 
В 1913 году существовала шёлкоткацкая фабрика, открытая братьями Ветровыми, которая позже послужила базой для Демиховского машиностроительного завода, где стали производить современные электропоезда.
В 1994—2006 годах Демихово — центр Демиховского сельского округа.
С 1 января 2006 года до 1 января 2018 года — административный центр сельского поселения Демиховское Орехово-Зуевского муниципального района.

## Население
| 1886 | 1926 | 2002  | 2006  | 2010  | 2021  |
| ---- | ---- | ----- | ----- | ----- | ----- |
| 290  | ↗396 | ↗5519 | ↗5857 | ↘5563 | ↗6760 |

## Промышленность
Деревнеобразующим предприятием является Демиховский машиностроительный завод, который выпускает более 80 % всех электропоездов, производимых в России, и является крупнейшим в Европе заводом по количеству строящихся вагонов электропоездов.

## Транспорт
Имеет развитую инфраструктуру и транспортное сообщение с Орехово-Зуевом, Павловским Посадом и Москвой.
В 5 км к востоку от деревни Демихово проходит Московское большое кольцо А108, в 6 км к северу — Горьковское шоссе.

## Телекоммуникации и связь

### Телевидение
В Демихово существует возможность подключения кабельного ТВ. Услугу предоставляет СКТВ и Ростелеком.

### Интернет
Услугу высокоскоростного доступа предоставляет провайдер Ростелеком (ADSL, fttb) и ООО «Телеком-Услуги» (Ethernet).